# Вильтон, Роберт
Роберт Арчибальд Вильтон (англ. Robert Archibald Wilton; 31 июля 1868, Норфолк — 18 января 1925, Париж) — английский журналист, работавший в России в годы Первой мировой войны, Октябрьской революции и Гражданской войны. Автор книг «Агония России» и «Последние дни Романовых».

## Биография
Отец Роберта, будучи горным инженером, работал в России на шахтах. Роберт с детства жил в России и хорошо говорил по-русски. В 1882—1884 годах учился в петербургской гимназии Карла Мая.
С 1889 года в течение 14 лет работал европейским корреспондентом газеты New York Herald, освещая для неё события в России и Германии. Затем начал работать петербургским корреспондентом The Times, заслужив репутацию одного из самых влиятельных обозревателей событий в России тех лет.
С началом Первой мировой войны добровольно отправился на фронт, был военным корреспондентом. 10 ноября 1915 года оставил на странице альманаха Корнея Чуковского «Чукоккала» такую запись: «Нигде не чувствовалась такая близость между нашими народами как среди простых русских солдат в окопах. Нам, англичанам, и вам, русским, одинаково чуждо насилие, равно дорого чувство долга перед родиной. В этом лежит уверенность нашей общей победы и лучшего будущего».
Награждён Георгиевским крестом 4-й степени
За то, что 25 июня 1916 года, во время атаки 267-м пехотным Духовщинским полком Скробовского леса, находился при командующем батальоном штабс-капитане Рауне, исполнял его поручения и, зная русский язык, ободрял нижних чинов. Когда Раун был смертельно ранен, вынес его из боя и подал первую медпомощь.
Награждение было произведено в изъятие из правил, высочайшее соизволение на него последовало 9 октября 1916 года. В дни Корниловского выступления Вильтон поддержал его. После восстания чехословацкого корпуса Вильтон последовал в Сибирь, чтобы присоединиться к антибольшевистским и антигерманским силам. После поражения антибольшевистских сил в Сибири Вильтон сумел добраться до Владивостока, покинул Россию и в 1920 году приехал в Париж, где возобновил свою работу на New York Herald. В 1924 году он вошёл в состав вновь созданной англоязычной газеты The Paris Times в Париже.
Умер от рака в Париже в 1925 году.

### Расследование обстоятельств гибели царской семьи
Вильтон приехал в Екатеринбург в апреле 1919 года и, близко сойдясь со следователем Н. А. Соколовым, стал одним из активнейших участников расследования обстоятельств убийства, совершённого в доме Ипатьева. Соколов допускал Вильтона к таким деталям следствия, к которым доступ был только у особо доверенных лиц: Вильтон осматривал комнату, где произошло убийство, присутствовал при осмотре и исследовании мест в лесу, где, как предполагалось, были уничтожены тела убитых — подпись Вильтона стоит на акте этого осмотра; Вильтон лично повторил путь грузовика, перевозившего тела убитых; им были сделаны многие фотографические снимки мест и вещей, касающихся преступления, в том числе знаменитый снимок «мостика из шпал», под которым впоследствии были обнаружены тела девяти убитых.
Из-за наступления большевиков расследование Соколова так и не было окончено. Соколов поручил Вильтону хранить один из экземпляров следственного дела, что Вильтону удалось сделать, зачастую с опасностью для собственной жизни. Все материалы следствия были эвакуированы из Екатеринбурга в Сибирь в железнодорожном вагоне. В феврале 1920 года они прибыли в Харбин. Возникла возможность утраты всех материалов уголовного дела. Спас материалы Вильтон, который, как британский подданный, взял материалы под свою защиту, вывесив на вагоне британский флаг. Материалы дела, а также реликвии, оставшиеся от царской семьи, были доставлены во Владивосток и погружены на торговое судно, направлявшееся в Европу.
В 1920 году Вильтон первым из числа лиц, имевших доступ к материалам следствия, издал на английском языке книгу «Последние дни Романовых» (англ. The Last Days of the Romanovs), базирующуюся на этих материалах (две другие книги, написанные лицами, также имевшими доступ к материалам следствия Соколова — «Убийство царской семьи» самого следователя Соколова и «Убийство царской семьи и членов дома Романовых на Урале» генерала Дитерихса — были изданы позднее).
Все три упомянутых книги, написанные лицами, принимавшими участие в расследовании Соколова и имеющими доступ к материалам этого расследования, одинаково описывали причины и обстоятельства убийства царской семьи. По их мнению, свержение династии Романовых и убийство семьи последнего русского императора задолго до революции в России было задумано евреями, которые были связаны с врагами России в Германии. Решение об убийстве семьи принимали лично руководители большевистской партии и советского государства. Убийство было совершено с использованием древних еврейских ритуальных традиций[уточнить]. После расстрела тела вывезли за город, разрубили на куски и сожгли, таким образом безвозвратно уничтожив останки. Никакого захоронения останков убийцы не делали.
Вскоре после появления самого первого издания книги «Последние дни Романовых» Вильтон был уволен из газеты «Таймс» — как полагал сам Вильтон, из-за того, что его книга носила яркий антисемитский характер.

## Награды
- Георгиевский крест 4-й ст. (№ 108506)[7]

## Сочинения
- Russia's Agony. — 1-е. — London: Edward Arnold, 1918.
- The Last Days of the Romanovs. — 1-е. — London: Thornton Butterwith, 1920.

Переводы и книги на русском языке :
- Французский язык: в 1921 году в Париже.
- Русский язык: Вильтон Р. Последние дни Романовых / в переводе князя А. Волконского. — 1-е. — Берлин: Град Китеж, 1923. — русское издание имело большие купюры в сравнении с оригинальной англоязычной книгой
- Злодеяние над царской семьей, совершенное большевиками и немцами. — 1-е. — Париж, 2005. — 244 с. — книга издана русским эмигрантом Шота Чиковани. Рукопись книги, написанная Р. Вильтоном, после его смерти хранилась у знакомой Вильтона Татьяны Кроун, которая спустя ¾ века после смерти Вильтона передала рукопись Чиковани[11]. Подлинность рукописи подтверждена графологом-криминалистом, экспертом при Парижском суде. Кроме текста Вильтона в книге приведены многочисленные, ранее недоступные русскому читателю, воззвания, манифесты, призывы и другие редкие документы представителей русской эмиграции[12].